# 国家地方警察香川県本部
国家地方警察香川県本部（こっかちほうけいさつかがわけんほんぶ）は、旧警察法時代に存在した香川県の都道府県国家地方警察で、自治体警察を設けない地域を管轄区域とする。また国家地方警察広島警察管区本部の行政管理を受ける。
1954年（昭和29年）の新警察法の公布により廃止され、新たに都道府県警察として香川県警察本部が発足した。

## 組織
1948年（昭和23年）時点
- 総務部
  - 秘書調査課、会計課
- 警務部 　 
  - 人事装備課、教養課
- 刑事部 　 
  - 捜査課、鑑識課、防犯統計課
- 警備部 　 
  - 警備課、交通課、通信課

## 地区警察署
1951年（昭和26年）時点
- 香川地区警察署
- 三本松地区警察署
- 志度地区警察署
- 長尾地区警察署
- 平井地区警察署
- 小豆地区警察署
- 綾歌北地区警察署
- 滝宮地区警察署
- 多度津地区警察署
- 善通寺地区警察署
- 琴平地区警察署
- 高瀬地区警察署
- 観音寺地区警察署

## 県内の自治体警察
- 高松市警察
- 坂出市警察
- 丸亀市警察
- 内海町警察